# Moulin Deuse
De Moulin Deuse is een voormalige watermolen op de Grand Aaz, gelegen aan Rue Cochene 135, te Hermée.
Deze bovenslagmolen fungeerde als korenmolen.
Reeds in 1800 stond hier een molen. In 1890 werd een nieuwe molen gebouwd. Dit jaartal is in muurankers zichtbaar.
Nadat het molenbedrijf werd beëindigd, werd het molenrad verwijderd en ook het binnenwerk werd gesloopt. Het bakstenen molenhuis werd omgebouwd tot woonhuis.